# Moselle-Saône à vélo
 (mars 2018).
Pour les articles homonymes, voir Téméraire.
La Voie bleue, Moselle-Saône à vélo est un itinéraire national long de 697 km et utilisable par les cyclistes. Il rejoint l'EuroVelo 5 à la frontière allemande et l'EuroVelo 17 à Lyon. En Lorraine, il suit la vallée de la Moselle puis le Val de Saône en Bourgogne-Franche-Comté et Auvergne-Rhône-Alpes. En 2018, 81 % de la véloroute est aménagé, principalement sous forme de voies vertes réutilisant d'anciens chemins de halage et rives de cours d'eau, c'est-à-dire en site propre, tandis que d'autres portions empruntent des routes à faible trafic. La véloroute relie dans le Grand Est Apach (située dans le Pays des Trois Frontières) à Lyon dans la région Auvergne-Rhône-Alpes.

## Historique

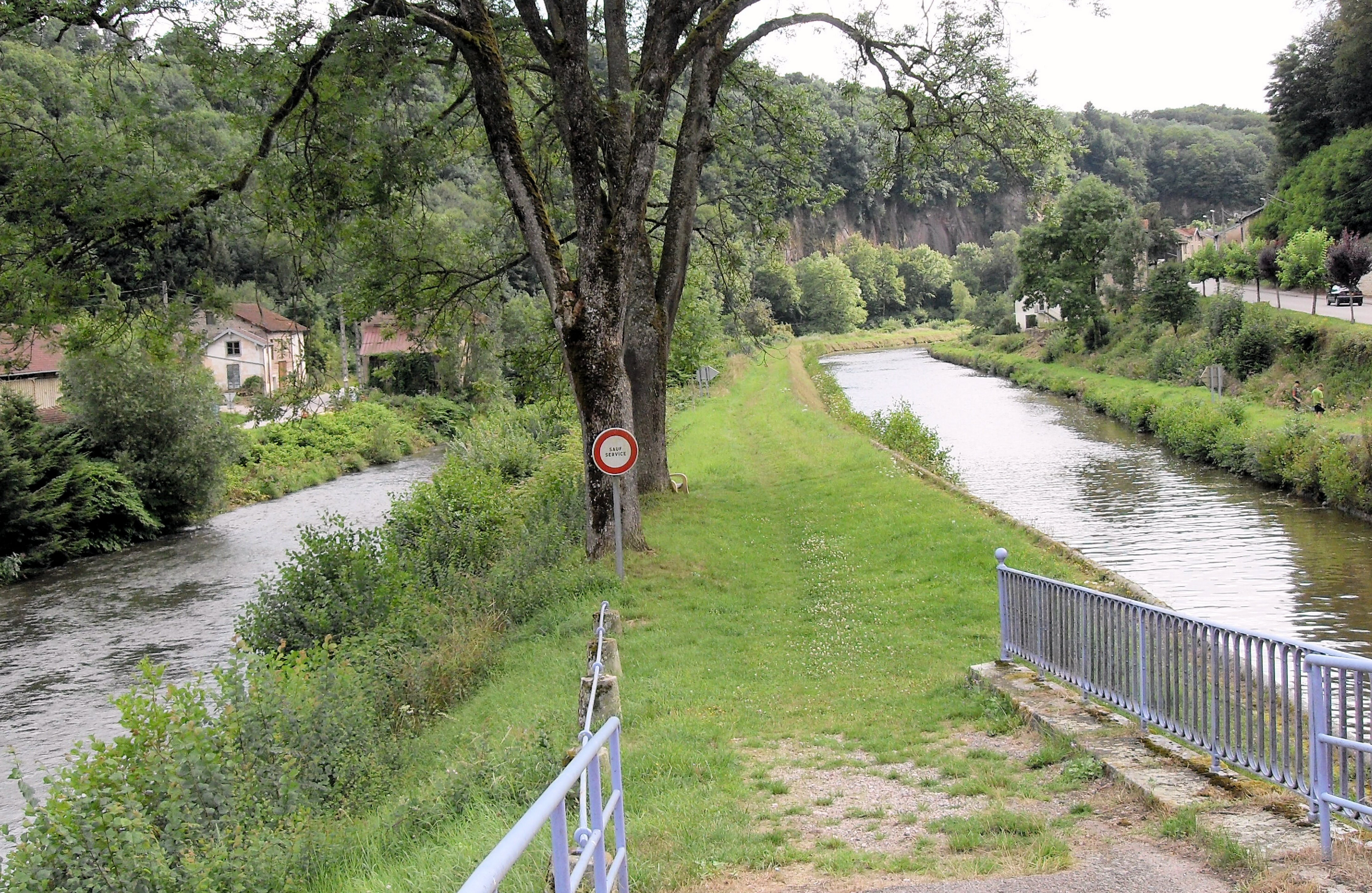
Fontenoy-le-Château, Côney et canal des Vosges

La Voie bleue, Moselle-Saône à vélo (temporairement nommé L'Échappée Bleue, Moselle-Saône à vélo, puis modifié à cause d'un problème de nom déposé) est le résultat d'une fusion de deux itinéraires régionaux :
- La véloroute Charles le Téméraire : l’itinéraire vise à relier les Flandres à la Bourgogne en passant par la Lorraine. On choisit donc le nom du dernier duc de Bourgogne Charles le Téméraire pour appeler cette voie verte. Le duc voulait en effet conquérir le duché de Lorraine pour relier ses possessions bourguignonnes au sud à ses possessions luxembourgeoises et flamandes au nord. Il échoua devant les portes de Nancy lors de la bataille de Nancy où il mourut le 5 janvier 1477. La véloroute a pour but d’offrir à terme aux randonneurs et aux cyclistes, un parcours sécurisé non motorisé de 260 kilomètres. Cette référence à Charles le Téméraire n'a pas été conservée en raison notamment de l'opposition des Liégeois à la suite du sac de Liège commis par le duc de Bourgogne en 1468.

- La Voie bleue, longue de 180 km, longe la Saône de Lyon jusqu'en Haute-Saône, et traverse la Bourgogne du nord au sud[2].

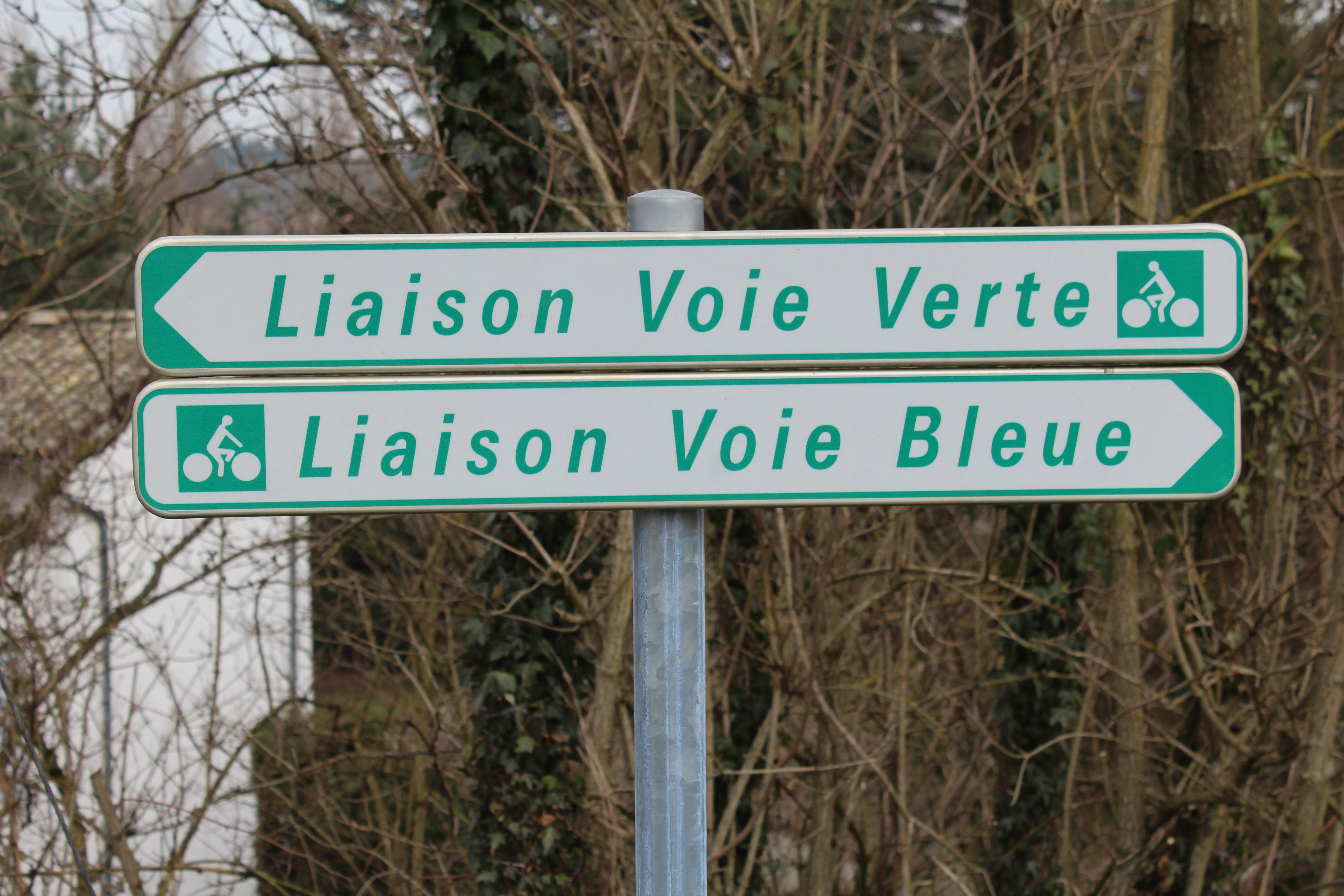
Panneau de liaison entre la voie verte et la voie bleue à Mâcon.

## Tracé en Lorraine
La véloroute  traverse en Lorraine trois départements : la Moselle, la Meurthe-et-Moselle et les Vosges. Elle longe :
- la Moselle, d'Apach à Custines
- la Meurthe, de Custines à Nancy.
  - la partie située de Frouard à Richardménil est en tracé commun avec la véloroute des Boucles de la Moselle (site inscrit) qui passe par Liverdun et Toul
- le canal de la Marne au Rhin, de Nancy à Laneuveville-devant-Nancy, avec des connexions multiples aux pistes cyclables du Grand Nancy
- le canal de jonction entre le canal de la Marne au Rhin et le canal de l'Est, de Laneuveville-devant-Nancy à Richardménil,
- le canal des Vosges, de Richardménil à Fontenoy-le-Château et Montmotier en limite départementale.

### Communes traversées en Moselle
Apach, Rustroff, Sierck-les-Bains, Contz-les-Bains, Haute-Kontz, Rettel, Berg-sur-Moselle, Gavisse, Malling, Kœnigsmacker, Cattenom, Basse-Ham, Yutz, Thionville, Illange, Bertrange, Guénange, Bousse, Ay-sur-Moselle, Ennery, Hauconcourt, Argancy, Malroy, Chieulles, Saint-Julien-lès-Metz, Metz, Longeville-lès-Metz, Montigny-lès-Metz, Moulins-lès-Metz, Rozérieulles, Vaux, Jouy-aux-Arches, Ars-sur-Moselle, Ancy-sur-Moselle, Corny-sur-Moselle, Novéant-sur-Moselle, Arry.

### Communes traversées en Meurthe-et-Moselle
Arnaville, Pagny-sur-Moselle, Vittonville, Champey-sur-Moselle, Vandières, Pont-à-Mousson, Atton, Blénod-lès-Pont-à-Mousson, Loisy, Dieulouard, Belleville, Autreville-sur-Moselle, Millery, Custines, Frouard, Bouxières-aux-Dames, Lay-Saint-Christophe, Malzéville, Saint-Max, Tomblaine, Nancy, Jarville-la-Malgrange, Laneuveville-devant-Nancy, Fléville-devant-Nancy, Ludres, Richardménil, Flavigny-sur-Moselle, Tonnoy, Benney, Velle-sur-Moselle, Crévéchamps, Saint-Remimont, Neuviller-sur-Moselle, Roville-devant-Bayon, Mangonville, Bainville-aux-Miroirs, Gripport

### Communes traversées dans les Vosges
Socourt, Charmes, Essegney, Langley, Portieux, Vincey, Châtel-sur-Moselle, Nomexy, Igney, Thaon-les-Vosges, Chavelot, Golbey, Épinal, Uxegney, Les Forges, Sanchey, Chaumousey, Girancourt, Uzemain, Charmois-l'Orgueilleux, Xertigny, Harsault, Les Voivres, Hautmougey, Bains-les-Bains, Fontenoy-le-Château, Montmotier

## Intérêt touristique
L'idée initiale de la véloroute est de suivre les possessions du Téméraire : cités des Pays-Bas bourguignons (Bruges, Gand, Luxembourg), occupation du duché de Lorraine avec la mort de Charles le Téméraire lors de la bataille de Nancy en 1477, parcours Moselle-Saône qui relate les conflits entre Lorrains et Bourguignons puis le duché de Bourgogne avec Dijon.
En réalité la véloroute est une invitation à découvrir paysages, patrimoine historique et culturel entre Belgique, Luxembourg et France.

### En Lorraine

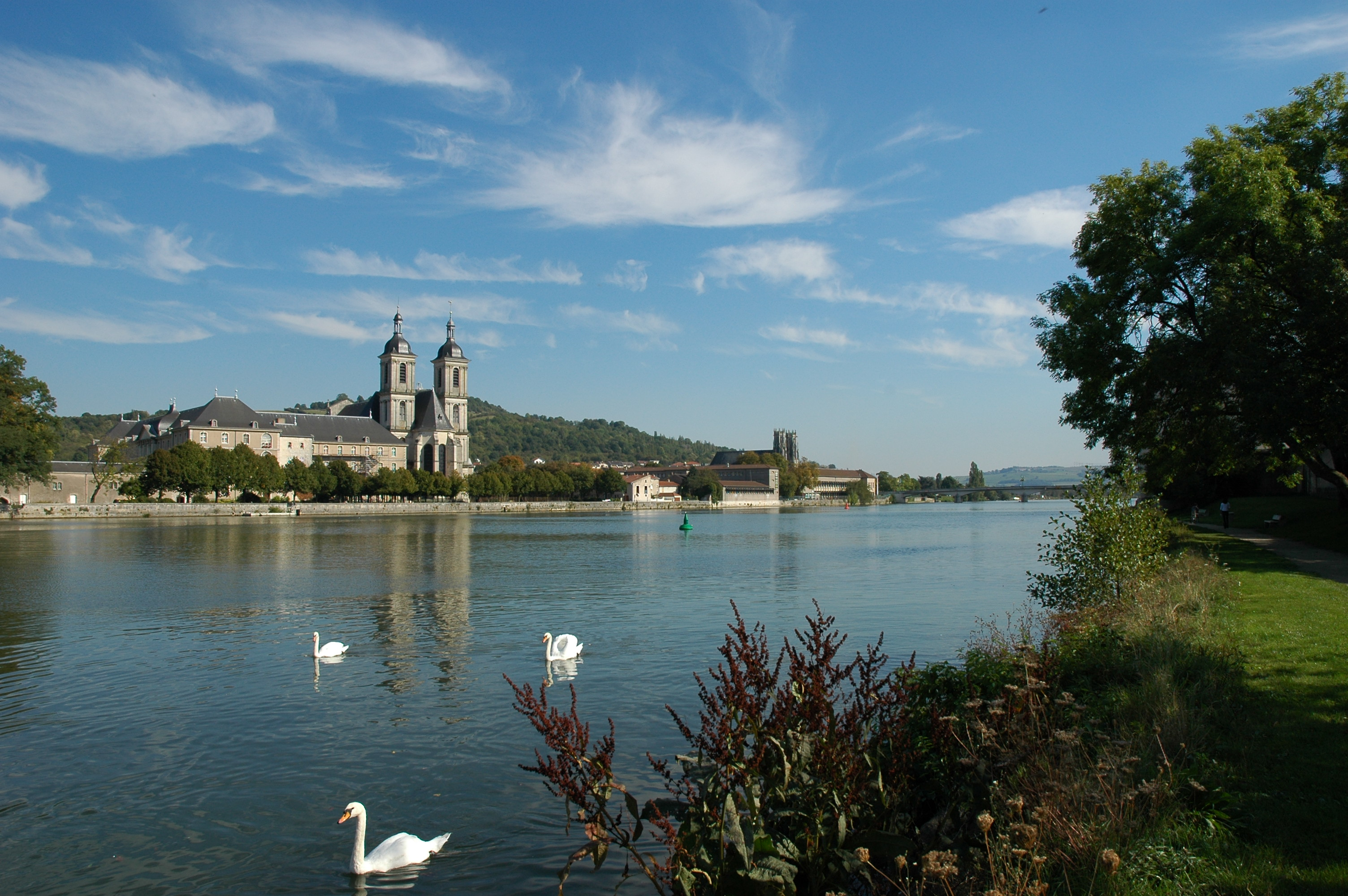
La Moselle à Pont-à-Mousson

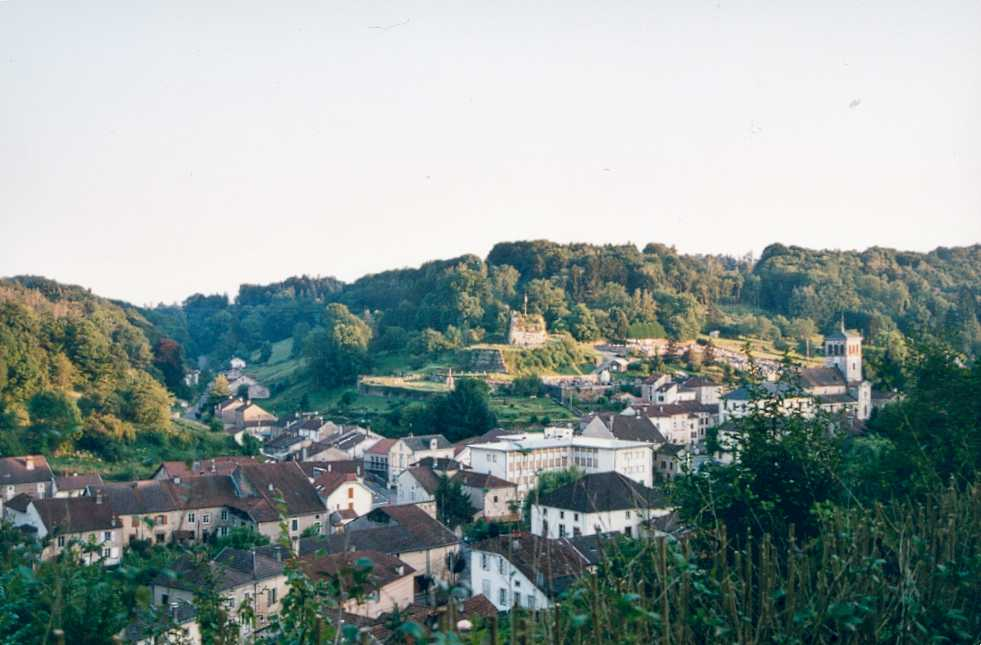
Fontenoy-le-Château

L'entrée en France s'effectue par la vallée de la Moselle dominée par la falaise face au château de Sierck-les-Bains puis par la traversée du vignoble mosellan jusque Thionville.
Le parcours de Thionville à Metz bien que plutôt rural permet de découvrir un peu de patrimoine industriel (Uckange), puis la ville historique de Metz et de sa vaste cathédrale.
De Metz à Pont-à-Mousson la vallée se resserre et laisse place à un vaste paysage très naturel ponctué de sites historiques (Aqueduc romain de Jouy, château de Prény...) jusqu'à Pont-à-Mousson avec sa grandiose abbaye des Prémontrés et la première université de Lorraine.
De Pont-à-Mousson à Frouard la véloroute permet entre étangs et vues sur la vallée de découvrir les célèbres hauts-fourneaux de Pont-à-Mousson SA, le château de Dieulouard et les premières boucles jusqu'à la confluence de la Meurthe et de la Moselle.
Elle croise d'ailleurs ici l'itinéraire des boucles de la Moselle, formidable itinéraire bis qui permet une boucle complète en longeant la Moselle de Liverdun à Toul  puis de rejoindre l'ancienne capitale du duché de Lorraine : Nancy, par le canal de la Marne au Rhin puis la Meurthe.
Depuis ancienne capitale du Duché de Lorraine, Nancy jusqu'à Richardménil la véloroute suit le canal de jonction de Nancy et permet de découvrir la chartreuse de Bosserville ou encore le château de Fléville puis de rejoindre Toul, célèbre pour sa cathédrale Saint-Étienne, ses remparts et son vignoble, par lavéloroute des boucles de la Moselle.
La véloroute longe ensuite le canal de l'Est ainsi que la Moselle sauvage. Le beau paysage naturel et protégé permet de découvrir l'insolite pont-canal ainsi que le prieuré de Flavigny-sur-Moselle, le château de Neuviller-sur-Moselle ou encore le village natal de Claude le Lorrain.
Puis elle atteint la forteresse de Châtel-sur-Moselle, avant d'aboutir à la cité de l'image : Épinal.
Plus au Sud, la véloroute aboutit à Fontenoy-le-Château, ancienne place forte qui faisant limite en duché de Lorraine et duché de Bourgogne.